# Stowell, Texas
Stowell là một nơi ấn định cho điều tra dân số (CDP) thuộc quận Chambers, tiểu bang Texas, Hoa Kỳ. Năm 2010, dân số của nơi này là 1756 người.

## Dân số
- Dân số năm 2000: 1572 người.
- Dân số năm 2010: 1756 người.